# Partij Nijkerk
Partij Nijkerk was een lokale politieke partij in Nijkerk. De partij is in 1997 ontstaan uit twee andere lokale partijen: Burger Belangen en Liberalen Nijkerk (een afsplitsing van de plaatselijke afdeling van de VVD). De partij richtte zich vooral op lokale issues, met een liberale inslag. Het motto van de partij was "Uw welzijn, onze zorg".
Op 15 november 1997 werd Partij Nijkerk ingeschreven in het kiesregister.
Partij Nijkerk onderzoekt anno juli 2008 een vergaande samenwerking met twee andere lokale partijen: Hoevelaken Nu en Hart voor Nijkerk.
Inmiddels gaat Partij Nijkerk verder als De lokale partij.